# 银川高新技术产业开发区
银川高新技术产业开发区（灵武羊绒园区）位于宁夏回族自治区平原中部，黄河东岸，始建于2003年4月，以羊绒精深加工为支柱产业，园区规划面积为4000亩，2006年3月被宁夏回族自治区人民政府批准为省级工业园区，2006年4月通过中华人民共和国国家发展和改革委员会、国土资源部以及建设部审核，批准为宁夏灵武羊绒产业园区。2009年6月被自治区人民政府批准为银川高新技术产业园区。2010年11月被国务院批准为国家级高新技术产业开发区。